# Orectognathus
Orectognathus is een geslacht van mieren uit de onderfamilie van de Myrmicinae. De wetenschappelijke naam van het geslacht is voor het eerst geldig gepubliceerd in 1853 door Frederick Smith.
Deze mieren komen voor in het Australaziatisch gebied. Ze verkiezen erg vochtige plaatsen in het regenwoud, waar ze nesten maken in rottend hout of in de bodem. De werkers zijn predatoren met 

## Soorten
- O. alligator Taylor, 1980
- O. antennatus Smith, F., 1853
- O. biroi Szabó, 1926
- O. clarki Brown, 1953
- O. coccinatus Taylor, 1980
- O. csikii Szabó, 1926
- O. chyzeri Emery, 1897
- O. darlingtoni Taylor, 1977
- O. echinus Taylor & Lowery, 1972
- O. elegantulus Taylor, 1977
- O. horvathi Szabó, 1926
- O. howensis Wheeler, W.M., 1927
- O. hystrix Taylor & Lowery, 1972
- O. kanangra Taylor, 1980
- O. longispinosus Donisthorpe, 1941
- O. mjobergi Forel, 1915
- O. nanus Taylor, 1977
- O. nigriventris Mercovich, 1958
- O. parvispinus Taylor, 1977
- O. phyllobates Brown, 1958
- O. robustus Taylor, 1977
- O. roomi Taylor, 1977
- O. rostratus Lowery, 1967
- O. sarasini Emery, 1914
- O. satan Brown, 1953
- O. sexspinosus Forel, 1915
- O. szentivanyi (Brown, 1958)
- O. velutinus Taylor, 1977
- O. versicolor Donisthorpe, 1940